# NGC 5215B
NGC 5215B је лентикуларна галаксија у сазвежђу Кентаур која се налази на NGC листи објеката дубоког неба.
Деклинација објекта је - 33° 29' 2" а ректасцензија 13h 35m 9,7s. Привидна величина (магнитуда) објекта NGC 5215 износи 12,9 а фотографска магнитуда 13,9. NGC 5215B је још познат и под ознакама ESO 383-29, MCG -5-32-41, VV 693, PGC 47888, PGC 47887.